# 南翔北站
南翔北站是沪宁城际铁路上的一个车站，位于中华人民共和国上海市嘉定区南翔镇金昌路以南、嘉闵高架路以西。

## 车站结构

### 站房
站房建筑面积为2000平方米。站房综合楼为地上一层，局部两层。
- 位于金昌西路北侧、一层的车站入口
- 站房内西侧的售票处
- 进站口和候车室
- 验票闸机

### 站场
车站设2站台4线，其中正线2条，到发线2条，站台为两个侧式站台。
| 2F | 侧式站台 | 侧式站台                             |
| 2F | 2站台    | 沪宁城际铁路 往南京方向（安亭北站）  |
| 2F | 通过线   | 沪宁城际铁路上行列车通过线           |
| 2F | 通过线   | 沪宁城际铁路下行列车通过线           |
| 2F | 1站台    | 沪宁城际铁路 往上海方向（上海西站）  |
| 2F | 侧式站台 |                                      |
| 2F | 站房     | 售票处、自动售票机、验票闸门、等候区 |
| 1F | 联外区   | 站房一层、金昌西路、公交站           |

## 公交
南翔北火车站
- 嘉定115路（南翔北火车站-公交南翔站）

- 嘉定118路（南翔北火车站-科盛路蕴北路）
- 嘉定125路（南翔北火车站-公交陈翔公路站）
- 嘉定126路（雅翔路车站-南翔北火车站）

## 车站周边
- 南翔站 (京沪铁路)
- 上海嘉闵高架路